# L'Isle-Adam
L'Isle-Adam là một xã ở tỉnh Val-d'Oise, thuộc vùng Île-de-France ở miền bắc nước Pháp.